# Spike (rachetă)
Spike este o familie de rachete antitanc ghidate electro-optic, proiectate și produse de compania israeliană Rafael Advanced Defense Systems. Sistemul este utilizat de numeroase forțe armate din întreaga lume datorită versatilității sale, care permite lansarea de pe mai multe platforme și utilizarea împotriva diverselor tipuri de ținte, inclusiv tancuri, vehicule blindate, fortificații și nave.  

## Istorie
Dezvoltarea sistemului Spike a început în anii 1980, ca răspuns la cerința Armatei Israeliene pentru un sistem de rachete capabil să combată vehiculele blindate moderne și să fie ușor de utilizat pe câmpul de luptă. Prima variantă a fost introdusă în 1997, iar familia de rachete Spike a evoluat ulterior pentru a include mai multe modele cu raze diferite de acțiune și aplicații specializate.

## Modele
- Spike-SR – (Short Range) Versiune cu rază scurtă de acțiune (200-2000 m), ușoară și portabilă, ideală pentru infanterie.
- Spike-MR – (Medium Range) Versiune cu rază medie (200-2500 m), utilizată atât de infanterie, cât și pe vehicule.
- Spike-LR – (Long Range) Versiune cu rază lungă (200-5500 m), dotată cu sistem de ghidare prin fibră optică.
- Spike-ER – (Extended Range) Versiune extinsă (până la 8 km), utilizată pe vehicule, elicoptere și nave.
- Spike-NLOS – (Non-Line Of Sight) Versiune cu rază foarte lungă (până la 32 km), capabilă să lovească ținte aflate în afara liniei vizuale.

## Caracteristici
Rachetele Spike sunt ghidate printr-un sistem electro-optic care include un senzor de imagine termică⁠(d) sau în lumină vizibilă. Ghidarea poate fi realizată fie prin linie directă, fie prin fibră optică, oferind operatorului capacitatea de a corecta traiectoria în timpul zborului și de a lovi ținte aflate în spatele obstacolelor.  
Sistemul este conceput pentru a fi "trage și uită" (fire-and-forget), dar permite și controlul ulterior (fire-and-update), ceea ce sporește flexibilitatea operațională.

## Platforme de lansare
Sistemul Spike poate fi utilizat de pe diverse platforme:
- Lansatoare portabile de infanterie
- Vehicule blindate
- Elicoptere de atac⁠(d)
- Nave de luptă

## Utilizatori
Rachetele Spike sunt utilizate de peste 30 de țări, inclusiv:
- Israel
- Statele Unite
- Germania
- Polonia
- România
- India
- Spania
- Singapore

## Avantaje și limitări
Printre avantajele rachetelor Spike se numără precizia ridicată, flexibilitatea ghidării și compatibilitatea cu diverse platforme. Limitările pot include costul relativ ridicat și dependența de tehnologia electro-optică în condiții meteorologice nefavorabile.